# Eugene Allen Gilmore
Eugene Allen Gilmore (ur. 4 lipca 1871, zm. 4 listopada 1953) – amerykański prawnik.
Urodził się w 1871 roku w Brownville w Nebrasce. Licencjat z prawa zrobił w DePauw University w 1893 roku, a magisterium na Harvardzie w trzy lata później. 27 grudnia 1899 roku ożenił się z Blanche Bayse. Od tego samego roku do 1902 odbywał praktyki prawnicze w Bostonie, a następnie przez dwadzieścia lat pracował na University of Wisconsin–Madison. Następnie do 1929 roku był zastępcą gubernatora generalnego Filipin, a w 1927 roku oraz w latach 1929–1930 pełniącym obowiązki gubernatora generalnego Filipin. Po powrocie do Stanów pełnił do 1934 roku funkcję dziekana College of Law na University of Iowa, kolejne sześć lat był rektorem tegoż uniwersytetu, a następnie do 1942 roku ponownie dziekanem wydziału prawa, tym razem na University of Pittsburgh.
Zmarł na atak serca w Iowa City 4 listopada 1953.